# Reynald Pedros
Reynald Pedros (* 10. Oktober 1971 in Orléans, Département Loiret) ist ein ehemaliger französischer Fußballspieler, der seither als Trainer arbeitet und dabei insbesondere mit den Frauen von Olympique Lyon außerordentlich erfolgreich war.

## Vereinskarriere
Pedros, dessen Eltern aus Portugal eingewandert waren, startete seine Karriere beim FC Nantes, aus dessen Talentschmiede er stammte. In der Saison 1994/95 gewann er mit Nantes die französische Meisterschaft. Zusammen mit Patrice Loko, Christian Karembeu, Claude Makélélé und Nicolas Ouédec – alle nahezu gleich jung – war der talentierte, linksfüßige, offensive Mittelfeldspieler maßgeblich am Titel beteiligt. Die Fans sprachen vom sogenannten „Trio magique“. In der gleichen Spielzeit stieß Pedros' Nantes bis in das Viertelfinale des UEFA-Pokals vor, wo man an Bayer 04 Leverkusen scheiterte. In der Champions-League-Saison 1995/96 war Pedros dabei, als Nantes im Viertelfinale Spartak Moskau eliminierte, das Halbfinale dann aber gegen Juventus Turin verlor. 1996/97 folgte ein halbes Jahr bei Olympique Marseille.
1997 wechselte Pedros nach Italien in die Serie A zum AC Parma. Dort konnte er sich aber wegen der starken Konkurrenz nicht durchsetzen, wechselte noch in der Hinrunde zum SSC Neapel und verließ das Land noch in derselben Saison. Er kehrte nach Frankreich zurück und heuerte bei Olympique Lyonnais an. 1999 zog er nach Südfrankreich, um fortan für den HSC Montpellier zu spielen. Dort traf er wieder auf seine ehemaligen Weggefährten Loko und Ouédec. Seine Zeit in Montpellier war zwiespältig: Einerseits gewann er mit dem Klub im Sommer 1999 den Inter-Toto-Pokal (Finalsieg gegen den Hamburger SV), andererseits stieg der Verein im darauffolgenden Sommer in die zweite Liga ab. Nach kurzen Gastspielen in Toulouse und beim SC Bastia beendete Pedros 2003 seine Profikarriere, in der er in Frankreich auf insgesamt 217 Erstligaeinsätze kam, wobei er 25 Treffer erzielte.

## Nationalmannschaft
Pedros spielte zwischen Juli 1993 und November 1996 insgesamt 25 mal für die französische Nationalelf (davon 22 in seiner Zeit bei Nantes und drei bei Marseille) und erzielte dabei 4 Tore. 1996 gehörte er zum französischen Aufgebot bei der Europameisterschaft in England. In diesem Turnier wurde er zur tragischen Figur, als er im Halbfinale gegen Tschechien den letzten, entscheidenden Elfmeter verschoss und Frankreich damit ausschied.

## Tätigkeiten nach der Zeit als Spieler
Reynald Pedros trainierte ab 2008 zunächst zwei Amateurmannschaften aus der unmittelbaren Nachbarschaft seiner Geburtsstadt; in der Saison 2008/09 war er beim FCO St-Jean-de-la-Ruelle tätig, von 2009 bis 2012 beim Saint-Pryvé Saint-Hilaire FC, den er aus der fünften in die vierte Liga, den Championnat de France Amateur, führte. Anschließend arbeitete er fünf Jahre lang als Berater beim Bezahlfernsehsender Canal+. Ab 2017 trainierte er als Nachfolger von Gérard Prêcheur die Erstligafrauen von Olympique Lyon. In diesen beiden Jahren führte er sein Team zum Gewinn von insgesamt sechs Titeln: 2018 und 2019 holte er mit Lyon jeweils zwei Landesmeisterschaften und Siege im Europapokal, dazu 2019 den französischen Vereinspokal und die Trophée des Championnes. Schon am Ende seiner ersten Saison bei OL zeichnete der Fußball-Weltverband ihn zudem als FIFA-Welttrainer des Jahres im Frauenfußball aus. Umso überraschender erfolgte die Trennung, indem der Verein den Vertrag des Quadrupelgewinners nicht verlängerte und dies lapidar mit der „Notwendigkeit einer internen Neuaufstellung“ begründete.
Im November 2020 stellte der marokkanische Fußballverband FRMF Pedros als neuen Cheftrainer der Frauennationalelf des Landes ein, die er auf den Afrika-Cup 2022 vorbereitete, der in Marokko ausgetragen wurde. Dort konnten sich die Marokkanerinnen erstmals für die WM-Endrunde qualifizieren, die 2023 in Australien und Neuseeland stattfand.

## Nachweise und Anmerkungen
1. ↑  Artikel Reynald Pedros neuer Trainer der OL-Frauen vom 22. Mai 2017 bei footofeminin.fr
2. ↑  Artikel „Reynald Pedros und OL trennen sich“ vom 13. Juni 2019 bei eurosport.fr
3. ↑  Artikel „Reynald Pedros übernimmt das Steuer bei der Frauenmannschaft Marokkos“ vom 26. November 2020 bei panafricanfootball.com

| Personendaten    | Personendaten                             |
| ---------------- | ----------------------------------------- |
| NAME             | Pedros, Reynald                           |
| KURZBESCHREIBUNG | französischer Fußballspieler und -trainer |
| GEBURTSDATUM     | 10. Oktober 1971                          |
| GEBURTSORT       | Orléans, Département Loiret               |